# Dado Coletti
Dado Coletti, pseudonimo di Riccardo Broccoletti (Roma, 27 agosto 1974), è un attore, conduttore televisivo e conduttore radiofonico italiano.

## Biografia
Iscritto alla scuola di Enzo Garinei, debutta al teatro Sistina, per proseguire i suoi studi frequentando corsi di mimo e doppiaggio.
Protagonista della TV dei ragazzi, nel 1991 lavora per Disney Club, dove rimane fino al 1994 per poi tornarci un anno dopo fino al 1999 in coppia con Francesca Barberini. In quell'anno conduce inoltre, su RaiUno, il programma televisivo Big!. Ha partecipato in diverse occasioni alle maratone televisive di Telethon nel 1991, 1993 e 2006 in qualità di conduttore. Tra il 1993 e il 1994 ha condotto Uno per tutti all'interno del quale conduceva anche il telegiornale per ragazzi Bignews. Nel 1995 ha condotto Astronave Terra su RaiUno e sempre dal medesimo anno al 1997 ha presentato i quattro appuntamenti annuali del programma Disneyland.
Nel 1999 la sua prima esperienza come attore televisivo, con Morte di una ragazza perbene, diretto da Luigi Perelli. Nel medesimo anno è stato uno dei membri del cast fisso di GNU dove interpretava i panni di un produttore televisivo patito delle nuove tecnologie. Dal 2000 al 2001 ha condotto Glu Glu, programma di RaiSat Ragazzi, e ha condotto alcuni giochi televisivi per Call Game di LA7. Sempre nel 2001 è stato uno dei concorrenti di Nientepopodimenoche, dove ha vinto il premio per presentatori televisivi indetto dalla Rai, e sempre nel medesimo anno è stato conduttore in esterno di Scommettiamo che...?. Tra il 2002 e il 2004 continua la sua attività di conduttore esterno per Sereno variabile su RaiDue. Nel 2004 è anche co-conduttore di Estate sul 2, versione estiva de L'Italia sul 2, e ha partecipato alla diretta della XIX giornata mondiale della gioventù alla presenza di papa Giovanni Paolo II.
Nel 2005 è tornato in televisione con il programma Sabato, domenica & la TV che fa bene alla salute di Rai 1 dove ha sostituito Corrado Tedeschi e Franco Di Mare. Nello stesso anno ha partecipato a Ragazzi, c'è Voyager!. Nel 2009 è stato presentatore del programma Festa italiana con Caterina Balivo.
Da marzo 2021 è conduttore radiofonico su Isoradio.

## Filmografia

### Cinema
- I laureati, regia di Leonardo Pieraccioni (1995)
- Intollerance, cortometraggio, regia di Paul Fenech (1996)[1]
- Una notte normale, cortometraggio, regia di Elisabetta Villaggio (1997)[1]
- South Kensington, regia di Carlo Vanzina (2001)
- La mia vita a stelle e strisce, regia di Massimo Ceccherini (2003)
- La brutta copia, regia di Massimo Ceccherini (2013)
- Alberto Sordi secret, regia di Igor Righetti (2024)[17]

### Televisione
- Morte di una ragazza perbene, regia di Luigi Perelli - film TV (1999)
- 7 vite, serie TV, episodio 2x02 (2009)
- Buongiorno, mamma!, regia di Giulio Manfredonia - miniserie TV, episodio Come nelle favole (2021)

## Teatro
- Il re muore, regia di Giampiero De Nisco (1987-1990)[1]
- La bottega del caffè, regia di Lorenzo Pognatti (1987-1990)[1]
- Scusi, lei crede ai miracoli?, regia di Renato Biagioli (1989-1991)[1]

## Programmi televisivi
- Disney Club (Rai 1, 1991-1993, 1995-1999)
- Telethon 1991-1992 (Rai 1, 1991)[6]
- Big! (Rai 1, 1993-1994)
- Telethon 1993-1994 (Rai 1, 1993)
- Uno per tutti (Rai 1, 1993-1994)
- Astronave Terra (Rai 1, 1995)
- Disneytime (Rai 1, 1995-1997)
- GNU (Rai 3, 1999)[9]
- Glu Glu (RaiSat Ragazzi, 2000-2001)[1]
- Call Game (LA7, 2000-2001)[1]
- Nientepopodimenoche (Rai 1, 2001)[11]
- Scommettiamo che...? (Rai 1, 2001)[12]
- Sereno variabile (Rai 2, 2002-2004)[1]
- Estate sul 2 (Rai 2, 2004)[1]
- Sabato, domenica & la TV che fa bene alla salute (Rai 1, 2005)
- Telethon 2005-2006 (Rai 1 e Rai 2, 2006)[7]
- Festa italiana (Rai 1, 2009-2010)[15]

## Doppiaggio

### Film
- Christopher Eccleston in King Lear
- Constantin Alexandrov in Agente speciale 117 al servizio della Repubblica - Missione Cairo

### Serie televisive
- Mark Proksch in What We Do in the Shadows (st. 1-2)
- Ferry Öllinger in SOKO - Misteri tra le montagne

### Videogiochi
- Stellaris (Max)[1]
- Hi-Fi Rush[18]

### Serie animate
- Beresford e Lorenzo ne Il trenino Thomas[19]